# Veľký Krtíš
Veľký Krtíš és una ciutat d'Eslovàquia. Es troba a la regió de Banská Bystrica, és capital del districte de Veľký Krtíš.

## Història
La primera menció escrita de la vila es remunta al 1245.

## Demografia
| Godina             | 1994   | 2004   | 2014    | 2024    |
| ------------------ | ------ | ------ | ------- | ------- |
| Nombre de persones | 14.160 | 13.932 | 12.424  | 10.274  |
| Diferència         |        | −1,61% | −10,82% | −17,30% |

| Godina             | 2023   | 2024   |
| ------------------ | ------ | ------ |
| Nombre de persones | 10.457 | 10.274 |
| Diferència         |        | −1,75% |